# La Roue Tourangelle 2021
La Roue Tourangelle 2021, diciannovesima edizione della corsa e valevole come evento dell'UCI Europe Tour 2021 categoria 1.1, e terzo della Coppa di Francia si svolse il 4 aprile 2021 su un percorso di 204 km, con partenza da Sainte-Maure-de-Touraine e arrivo a Tours, in Francia. La vittoria fu appannaggio del francese Arnaud Démare, il quale completò il percorso in 4h52'59", precedendo i connazionali Nacer Bouhanni e Marc Sarreau.

## Squadre e corridori partecipanti
| N.      | Cod. | Squadra                     |
| ------- | ---- | --------------------------- |
| 1-7     | BWB  | Bingoal Pauwels Sauces WB   |
| 11-17   | IWG  | Intermarché-Wanty-Gobert    |
| 21-27   | GCF  | Groupama-FDJ                |
| 31-37   | COF  | Cofidis                     |
| 41-47   | ACT  | AG2R Citroën Team           |
| 51-57   | TDE  | Total Direct Énergie        |
| 61-67   | ARK  | Team Arkéa-Samsic           |
| 71-77   | DKO  | Delko                       |
| 81-87   | BBK  | B&B Hotels                  |
| 91-97   | ANS  | Androni Giocattoli-Sidermec |
| 101-107 | CJR  | Caja Rural-Seguros RGA      |
| 111-117 | GAZ  | Gazprom-RusVelo             |

| N.      | Cod. | Squadra                         |
| ------- | ---- | ------------------------------- |
| 121-127 | BBH  | Burgos-BH                       |
| 131-137 | UXT  | Uno-X Pro Cycling Team          |
| 141-147 | EUS  | Euskaltel-Euskadi               |
| 151-157 | RLY  | Rally Cycling                   |
| 161-167 | EKP  | Equipo Kern Pharma              |
| 171-177 | SVB  | Sport Vlaanderen-Baloise        |
| 181-187 | AUB  | St Michel-Auber 93              |
| 191-197 | XRL  | Xelliss-Roubaix Lille Métropole |
| 201-207 | VBG  | Team Vorarlberg                 |
| 211-217 | LKH  | Team Lotto-Kern Haus            |
| 221-227 | SRA  | Swiss Racing Academy            |

## Ordine d'arrivo (Top 10)
| Pos. | Corridore        | Squadra     | Tempo    |
| ---- | ---------------- | ----------- | -------- |
| 1    | Arnaud Démare    | Groupama    | 4h52'59" |
| 2    | Nacer Bouhanni   | Arkéa       | s.t.     |
| 3    | Marc Sarreau     | AG2R        | s.t.     |
| 4    | Bram Welten      | Arkéa       | s.t.     |
| 5    | Simone Consonni  | Cofidis     | s.t.     |
| 6    | Biniam Girmay    | Delko       | s.t.     |
| 7    | Andrea Pasqualon | Intermarché | s.t.     |
| 8    | Luca Mozzato     | B&B Hotels  | s.t.     |
| 9    | Milan Menten     | Bingoal     | s.t.     |
| 10   | Lorrenzo Manzin  | Total       | s.t.     |